# Incapora
Incapora ist eine Gattung der Landplanarien in der Unterfamilie Microplaninae.

## Merkmale
Individuen der Gattung Incapora haben auf der Bauchseite zwei Öffnungen, die zu den hinteren Ästen des Darms führen. Diese Darmäste sind zudem über Anastomose mit dem Bursakanal mit dem Kopulationsapparat verbunden.

## Arten
Zu der Gattung Incapora gehören folgende Arten:
- Incapora anamallensis (de Beauchamp, 1930)
- Incapora weyrauchi Du Bois-Reymond Marcus, 1953